# Liste des parcs de loisirs du Royaume-Uni
Cet article est une liste des parcs de loisirs du Royaume-Uni.
Les parcs en italique ne sont plus en activité.

## Localisation des principaux parcs de loisirs du Royaume-Uni
| Alton Towers Thorpe Park Chessington World of Adventures Legoland Windsor Pleasure Beach, Blackpool Oakwood Theme Park Flamingo Land |

## Angleterre
- Adventure Island
- Adventure Wonderland (en)
- Alton Towers
- American Adventure Theme Park
- Blackgang Chine
- Brean Leisure Park (en)
- Jetée de Brighton
- Camelot Theme Park
- Chessington World of Adventures
- Jetée de Clarence (en)
- Crealy Theme Park & Resort (en)
- Dickens World
- Diggerland (en)
- Dobwalls Adventure Park
- Drayton Manor
- Dreamland Margate
- Fantasy Island (en)
- Flambards Theme Park (en)
- Flamingo Land Theme Park & Zoo
- Frontierland
- Great Yarmouth Pleasure Beach
- Gulliver's Kingdom (en)
- Gulliver's Land
- Gulliver's World (en)
- Knowsley Safari Park (en)
- London Resort
- Lowther Park
- Legoland Windsor
- Lightwater Valley
- New Metroland
- Paulton's Park
- Pleasure Beach, Blackpool
- Pleasure Island Family Theme Park
- Pleasurewood Hills
- Robin Hill Country Park (en)
- Southport Pleasureland
- Spirit of the West American Theme Park
- Sundown Adventureland (en)
- Thorpe Park
- The Making of Harry Potter - Studio Tour London
- Wicksteed Park (en)
- Wonderland, Telford Town Park

## Écosse
- Loudoun Castle
- M&D's (en)

## Pays de Galles
- Barry Island Pleasure Park (en)
- Folly Farm Adventure Park and Zoo (en)
- Oakwood Theme Park